# Lutherlinde Striesen

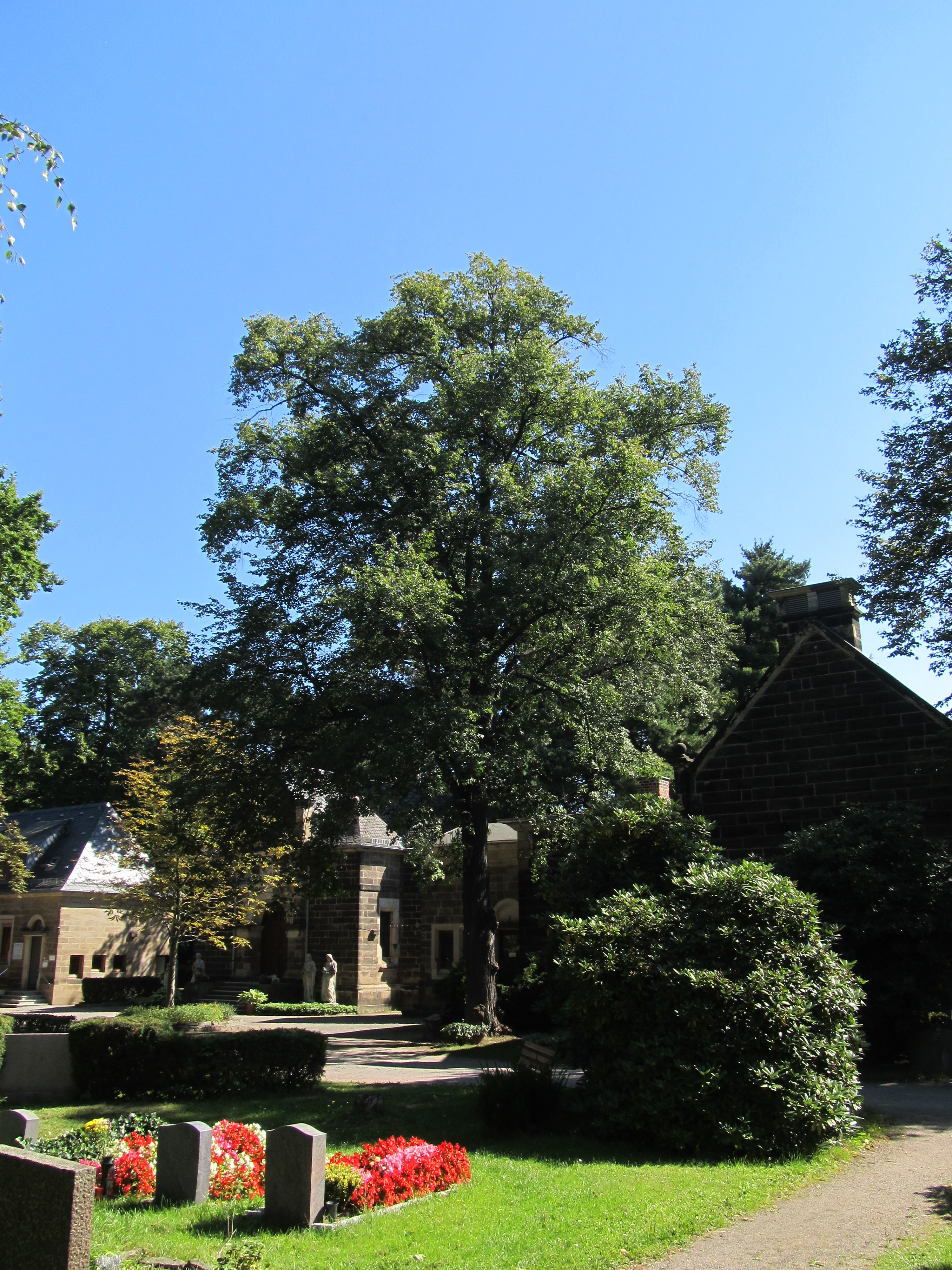
Lutherlinde Striesen, 2017

Die Lutherlinde Striesen ist ein 1883 zum 400. Geburtstag des Reformators Martin Luther gepflanzter Gedenkbaum im heutigen Dresdner Stadtgebiet auf dem im gleichen Jahr eröffneten Striesener Friedhof. Die Linde steht südwestlich (rechts) der Friedhofskapelle vor der Leichenhalle und gehört zum historischen Baumbestand aus der Anfangszeit des Striesener Friedhofs, der inzwischen als Sachgesamtheit unter Denkmalschutz steht.

## Geschichte
Die evangelischen Einwohner des Dresdner Vororts Striesen besuchten die Kreuzkirche in der Stadt. Infolge des Bevölkerungswachstums und nach der Weihe der als Exulantenkirche errichteten Erlöserkirche in Striesen wurden die Striesener 1880 abgepfarrt und das Dorf bildete eine eigene Kirchengemeinde unter Mitnutzung dieser Kirche. Bestattungen fanden bis dahin noch auf dem Trinitatisfriedhof in der Johannstadt statt. Die Verhandlungen zur Anlage eines eigenen Friedhofs begannen 1881, der dann im Juli 1883 eingeweiht wurde. Neben der ebenfalls neu errichteten Kapelle pflanzte man am 10. November 1883, an Martin Luthers 400. Geburtstag, diese Linde auf dem Friedhof.

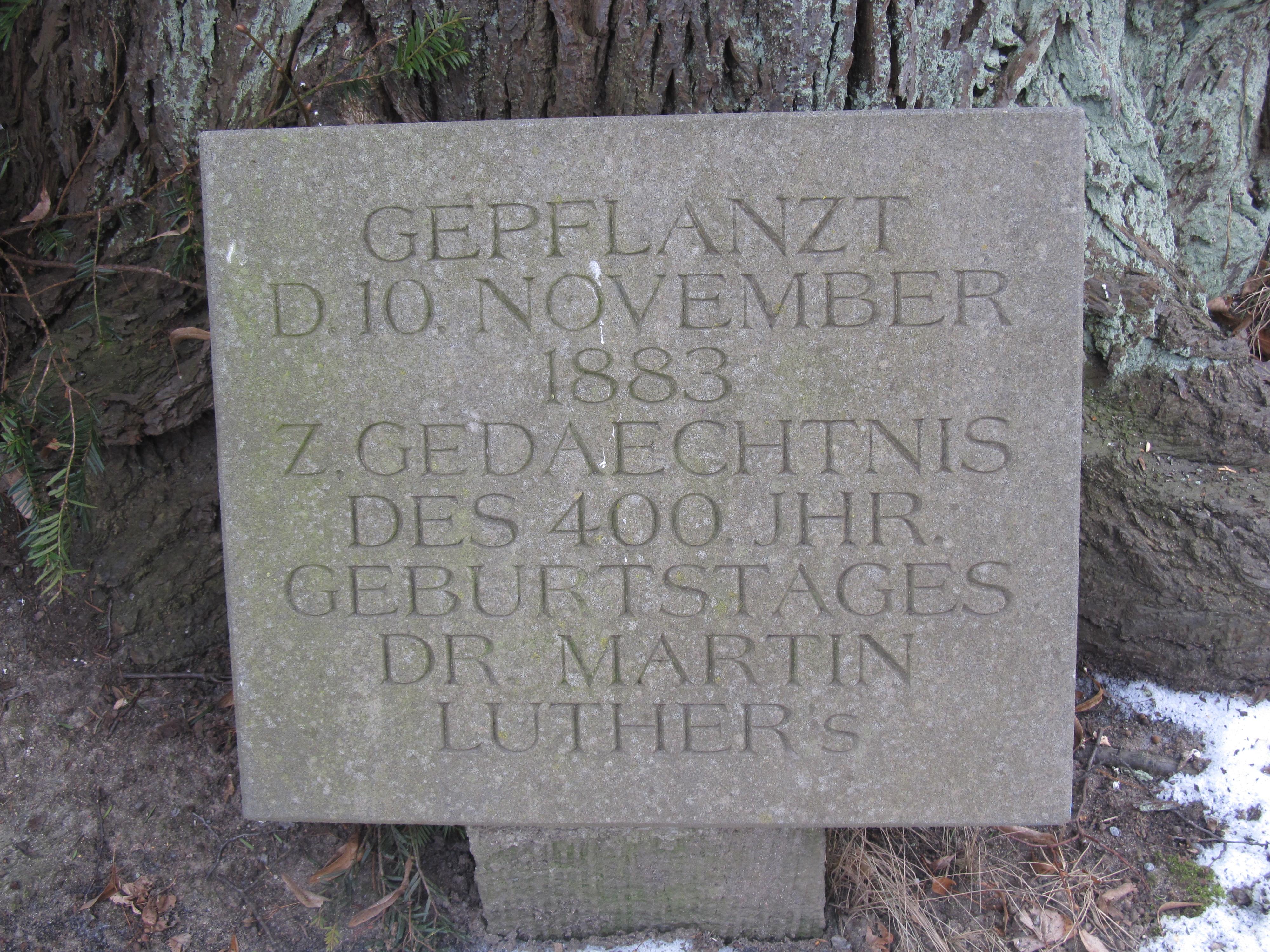
Gedenktafel am Baum

Eine Gedenktafel am Fuß des Baums zeugt davon, ihre Aufschrift lautet:
Gepflanzt

d. 10. November

1883

z. Gedaechtnis

des 400 jhr.

Geburtstages

Dr. Martin

Luther’s
Am 1. Juli 1892 wurde Striesen nach Dresden eingemeindet. Nach 1900 machte das weitere Bevölkerungswachstum eine Erweiterung in Form der Leichenhalle im Umfeld der Linde notwendig. Der Baum überstand die Luftangriffe auf Dresden im Jahr 1945, obgleich die daneben befindlichen Gebäude durch Bombentreffer teilweise zerstört wurden. Der Wiederaufbau zog sich über die nächsten elf Jahre hin.